# حديدان وبنت الحراز (مسلسل)
حديدان وبنت الحراز هو مسلسل كوميدي مغربي عُرض سنة 2021، من إخراج محمد نصرات، ومن تأليف إبراهيم بوبكدي، وبطولة كل من كمال كاظمي، هاجر كريكع، فاطمة وشاي، صلاح الدين بنموسى، عبد الصمد الغرفي، عبد الحق الزروالي. يتتبع المسلسل مغامرة جديدة من مغامرات شخصية حديدان الشهيرة.
يعد المسلسل خامس أجزاء المسلسل الشهير حديدان والذي يتتبع مغامرات شخصية حديدان الخيالية الشعبية المقتبسة من التراث الشعبي الأمازيغي في المغرب.

## قصة المسلسل
تعود سلسلة حديدان في جزئها الخامس مع حكايات وشخصيات جديدة، وذلك عندما يرجع حديدان إلى مسقط رأسه بعدما استنجد به الأمير ليساعد الحراز وابنته اللذان أسرهما زعيم المتمردين، فيستخدم حديدان مكره وذكائه للعثور على بنت الحراز وتحقيق السلم داخل القصبة، في جو لا يخلوا من المواقف الكوميدية والمغامرات المشوقة خلال حقبة زمنية قديمة.

## طاقم التمثيل
- كمال كاظمي بدور حديدان
- هاجر كريكع بدور بنت الحراز
- فاطمة وشاي بدور دلالة
- صلاح الدين بنموسى بدور إسحاق
- عبد الصمد الغرفي بدور المخنتر
- عبد الحق الزروالي
- ياسين أحجام بدور العلاف
- هاشم البسطاوي
- فضيلة بنموسى
- مصطفى خليلي بدور الحراز
- هدى صدقي
- عبد النبي البنيوي
- عبد اللطيف الخمولي

## وصلات خارجية
- حديدان وبنت الحراز على موقع IMDb (الإنجليزية)
- حديدان وبنت الحراز على موقع قاعدة بيانات الأفلام العربية